# Sergio Alfredo Gualberti Calandrina
Sergio Alfredo Gualberti Calandrina (Clusone, 8 novembre 1945) è un arcivescovo cattolico e missionario italiano, dal 22 aprile 2022 arcivescovo emerito di Santa Cruz de la Sierra.

## Biografia
Sergio Alfredo Gualberti Calandrina è nato a Clusone da Giovanni Gualberti e Maria Calandrina. Ha due fratelli: Modesto, sposato, e Giusy, consacrata.

### Formazione e ministero sacerdotale
Ha compiuto gli studi per il sacerdozio nel seminario vescovile Giovanni XXIII a Bergamo.
Il 26 giugno 1971 è stato ordinato presbitero per la diocesi di Bergamo da monsignor Clemente Gaddi. In seguito è stato cappellano degli emigranti italiani nella città di Neuchâtel, in Svizzera dal 1971 al 1979.
Nel novembre del 1979 è stato inviato in Bolivia come missionario fidei donum. Ha prestato servizio come vicario parrocchiale della parrocchia del Salvatore a La Paz dal 1979 al 1981 e parroco della stessa dal 1981 al 1987. Nel 1985 è stato nominato assessore del consiglio nazionale dei laici. Nel 1987 è divenuto assessore nazionale delle comunità ecclesiali di base e collaboratore pastorale nella parrocchia di Nostra Signora di Copacabana a La Paz. Nell'aprile del 1990 la Conferenza episcopale boliviana lo ha nominato segretario per la pastorale, anche in vista della IV Conferenza episcopale latinoamericana di Santo Domingo. Il 16 marzo 1996 è stato eletto segretario generale aggiunto della Conferenza episcopale. È stato anche professore di Sacra Scrittura presso il seminario maggiore "San Geronimo" di La Paz.

### Ministero episcopale
Il 6 maggio 1999 papa Giovanni Paolo II lo ha nominato vescovo ausiliare di Santa Cruz de la Sierra e titolare di Arsacal. Ha ricevuto l'ordinazione episcopale il 22 luglio successivo nella cattedrale di San Lorenzo a Santa Cruz de la Sierra dall'arcivescovo metropolita di Santa Cruz de la Sierra Julio Terrazas Sandoval, co-consacranti l'arcivescovo Rino Passigato, nunzio apostolico in Bolivia, e il vescovo di Bergamo Roberto Amadei.
Ha prestato servizio come funzionario per la pastorale arcidiocesana, capo dell'area di comunione ecclesiale, responsabile dei vicariati San Pedro e San Pablo della città e Santiago Apostolo e Beato Giovanni XXIII e presidente del tribunale ecclesiastico.
Nel novembre del 2008 ha compiuto la visita ad limina.
Il 28 settembre 2011 papa Benedetto XVI lo ha nominato arcivescovo coadiutore di Santa Cruz de la Sierra. Il 25 maggio 2013 è succeduto alla medesima sede.
Nel settembre del 2017 ha compiuto una seconda visita ad limina.
In seno alla Conferenza episcopale boliviana è stato presidente della commissione per le missioni, l'ecumenismo e le culture per due mandati; presidente dell'area evangelizzazione per due mandati e responsabile della sezione per la comunicazione.
In seno al Consiglio episcopale latinoamericano è stato capo della sezione per le parrocchie, le comunità ecclesiali di base e le piccole comunità. È stato anche delegato dell'episcopato boliviano alla V conferenza episcopale latinoamericana che ha avuto luogo ad Aparecida dal 13 al 31 maggio 2007.
Ha partecipato all'assemblea speciale per la regione panamazzonica del Sinodo dei vescovi che ha avuto luogo nella Città del Vaticano dal 6 al 27 ottobre 2019 sul tema "Amazzonia: nuovi cammini per la Chiesa e per una ecologia integrale". Ha fatto parte della commissione che ha redatto il documento finale dell'assemblea.
Il 22 aprile 2022 papa Francesco ha accolto la sua rinuncia, presentata per raggiunti limiti di età, al governo pastorale dell'arcidiocesi di Santa Cruz de la Sierra; gli è succeduto René Leigue Cesari, fino ad allora vescovo ausiliare della medesima sede. È rimasto amministratore apostolico fino al 23 giugno.

## Genealogia episcopale
La genealogia episcopale è:
- Cardinale Scipione Rebiba
- Cardinale Giulio Antonio Santori
- Cardinale Girolamo Bernerio, O.P.
- Arcivescovo Galeazzo Sanvitale
- Cardinale Ludovico Ludovisi
- Cardinale Luigi Caetani
- Cardinale Ulderico Carpegna
- Cardinale Paluzzo Paluzzi Altieri degli Albertoni
- Papa Benedetto XIII
- Papa Benedetto XIV
- Cardinale Enrico Enriquez
- Arcivescovo Manuel Quintano Bonifaz
- Cardinale Buenaventura Córdoba Espinosa de la Cerda
- Cardinale Giuseppe Maria Doria Pamphilj
- Papa Pio VIII
- Papa Pio IX
- Cardinale Alessandro Franchi
- Cardinale Giovanni Simeoni
- Cardinale Antonio Agliardi
- Cardinale Basilio Pompilj
- Cardinale Adeodato Piazza, O.C.D.
- Cardinale José Clemente Maurer, C.SS.R.
- Cardinale Julio Terrazas Sandoval, C.SS.R.
- Arcivescovo Sergio Alfredo Gualberti Calandrina